# اچ دی ۱۶۴۵۹۵
اچ دی ۱۶۴۵۹۵ (به انگلیسی： HD 164595) ستاره ای شبیه به خورشید است با این تفاوت که یک درصد نورانی تر است. این ستاره دمایی مشابه خورشید دارد و سن آن تقریباً ۴٫۵ میلیارد سال است. این ستاره در صورت فلکی زانوزده قرار دارد و فاصلهٔ آن تا زمین ۹۴٬۳۵ سال نوری (۲۸٫۹۲۷ پاسک) است. در مدار این ستاره سیاره‌ای به نام اچ دی ۱۶۴۵۹۵ بی وجود دارد.

## سیگنال رادیویی (اچ دی ۱۶۴۵۹۵)
سیگنال رادیویی اچ دی ۱۶۴۵۹۵ در ۱۵ مه ۲۰۱۵ توسط تلسکوپی روسی به نام راتان-۶۰۰ (RATAN_600) ردیابی شد. این سیگنال موجی برابر ۲/۷ سانتیمتر داشته و فرکانس آن ۱۱ گیگاهرتز بود و هرگز تکرار نشد. به گفته ست شوستاک یکی از اخترشناسان ارشد جستجوی هوش فرازمینی (SETI) این مؤسسه پس از شنیدن خبر ردیابی سیگنال منشأ آن یعنی (اچ دی ۱۶۴۵۹۵) را با استفاده از تلسکوپ آلن مورد بررسی قرار دادند ولی هیچ مورد عجیبی یافت نکردند. این سیگنال ممکن است اثر جانبی بزرگنمایی گرانشی باشد. پدیده ای که زمانی رخ می‌دهد که یک جرم بزرگ مانند یک ستاره بافت فضا زمان را به اندازه ای دچار انحنا می‌کند که می‌تواند سیگنالی که در پس این بافت قرار دارد را جمع‌آوری، متمرکز و بزرگنمایی کرده و به سوی زمین بتاباند.